# De Pijp (metrostation)
De Pijp is een van de metrostations van metrolijn 52, ook wel de Noord/Zuidlijn genoemd. Tot maart 2012 was dit station bekend onder de naam Ceintuurbaan.
Dit station, een ontwerp van Benthem Crouwel Architekten, ligt onder de Ferdinand Bolstraat in de Pijp. Vanwege de nauwe ruimte tussen de funderingen van de aanpalende panden heeft het station twee verdiepingen, met op elke etage een perron: het bovenste perron op 16,5 meter onder NAP en het onderste op 26,5 meter onder NAP. Hiermee is dit station het diepst gelegen station van de Noord/Zuidlijn en het diepst gelegen station van Nederland. In 2019 verwerkte het station zo'n zestienduizend reizigers per dag.
Vanwege de grote diepte is het te overbruggen hoogteverschil dusdanig groot dat het perron alleen toegankelijk is per lift en via smalle roltrappen. Vaste trappen zijn er niet. Beide perrons hebben een lengte van 125 meter en een breedte van circa 5,5 meter. Aangezien grote delen van beide perrons worden ingenomen door de in totaal tien roltrappen die naar beide perrons voeren (per perron vijf), is het bruikbare gedeelte van die perrons, en dan met name van het bovenste perron, ter plaatse van die roltrappen versmald tot circa 3 meter. Het station heeft twee uitgangen, een op de hoek van de Albert Cuypstraat en de Ferdinand Bolstraat en een op de hoek van de Ceintuurbaan en de Ferdinand Bolstraat. Beide uitgangen zijn opgenomen in twee nieuwe hoekpanden; op beide plaatsen zijn de oude hoekpanden afgebroken.
In mei 2013 selecteerde een speciale commissie van de gemeente een kunstwerk van de Argentijnse kunstenares Amalia Pica voor dit station. Het betreft een veelkleurige schildering die over de gehele lengte van de wand in de verdeelhal op niveau -1 is aangebracht. De beide entrees van het station op straatniveau in de nieuwe hoekpanden worden gemarkeerd met grote betonnen bogen. In 2017 werd haar kunstwerk Sipping Colors geplaatst.

## Galerij

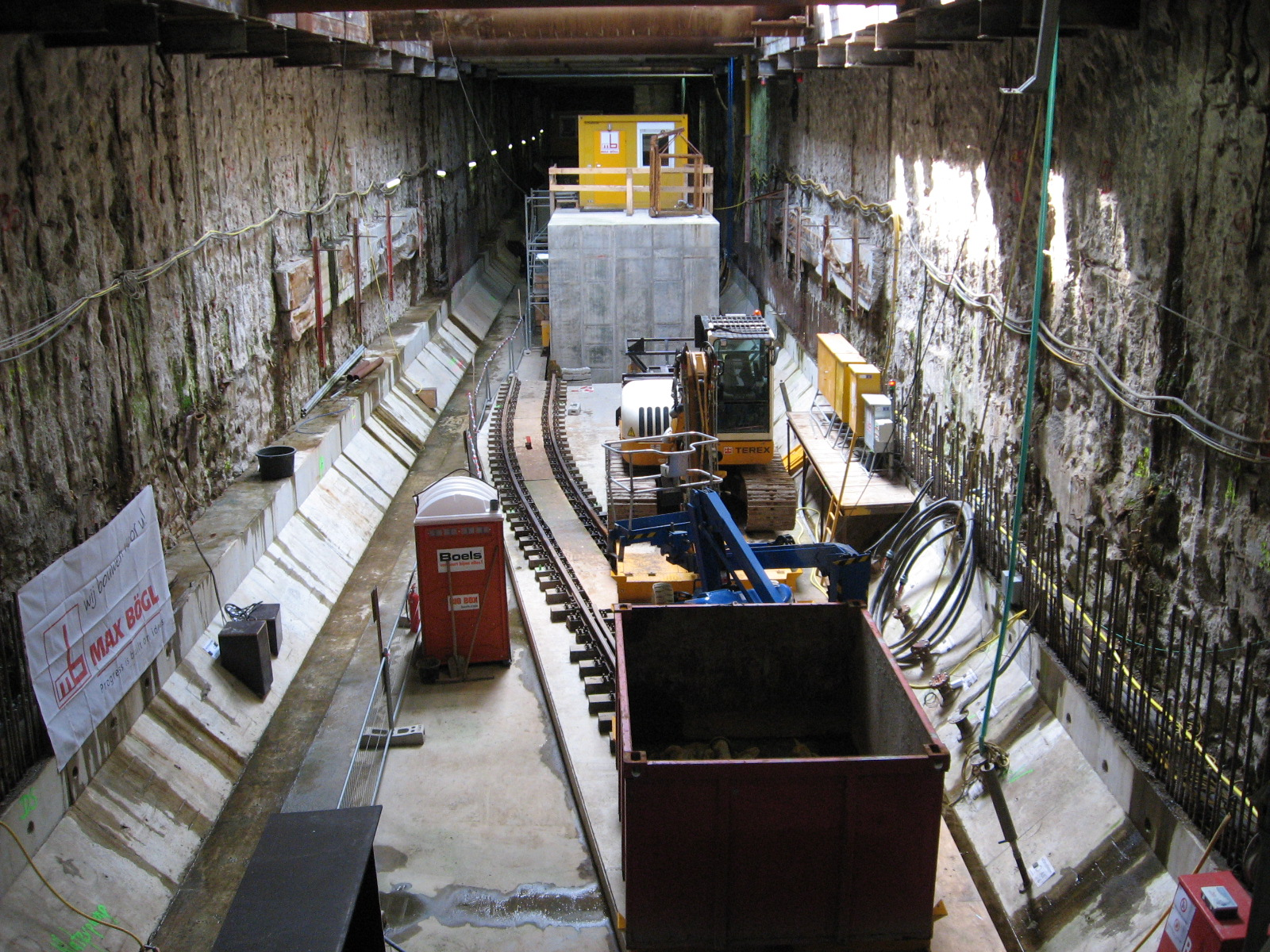
Bouwput van station De Pijp, 6 juni 2009
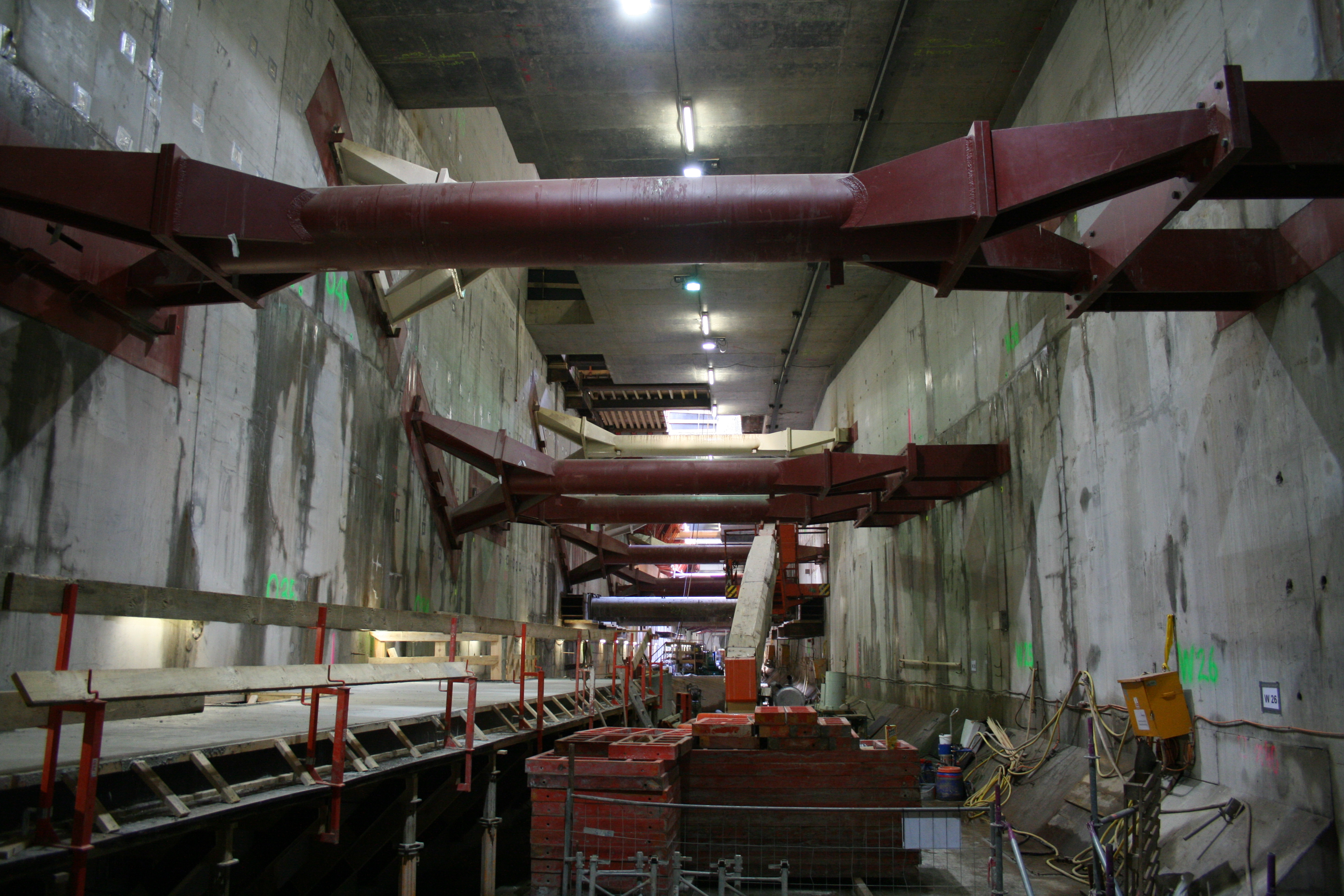
Aanbouw bovenste perronniveau station De Pijp, mei 2014
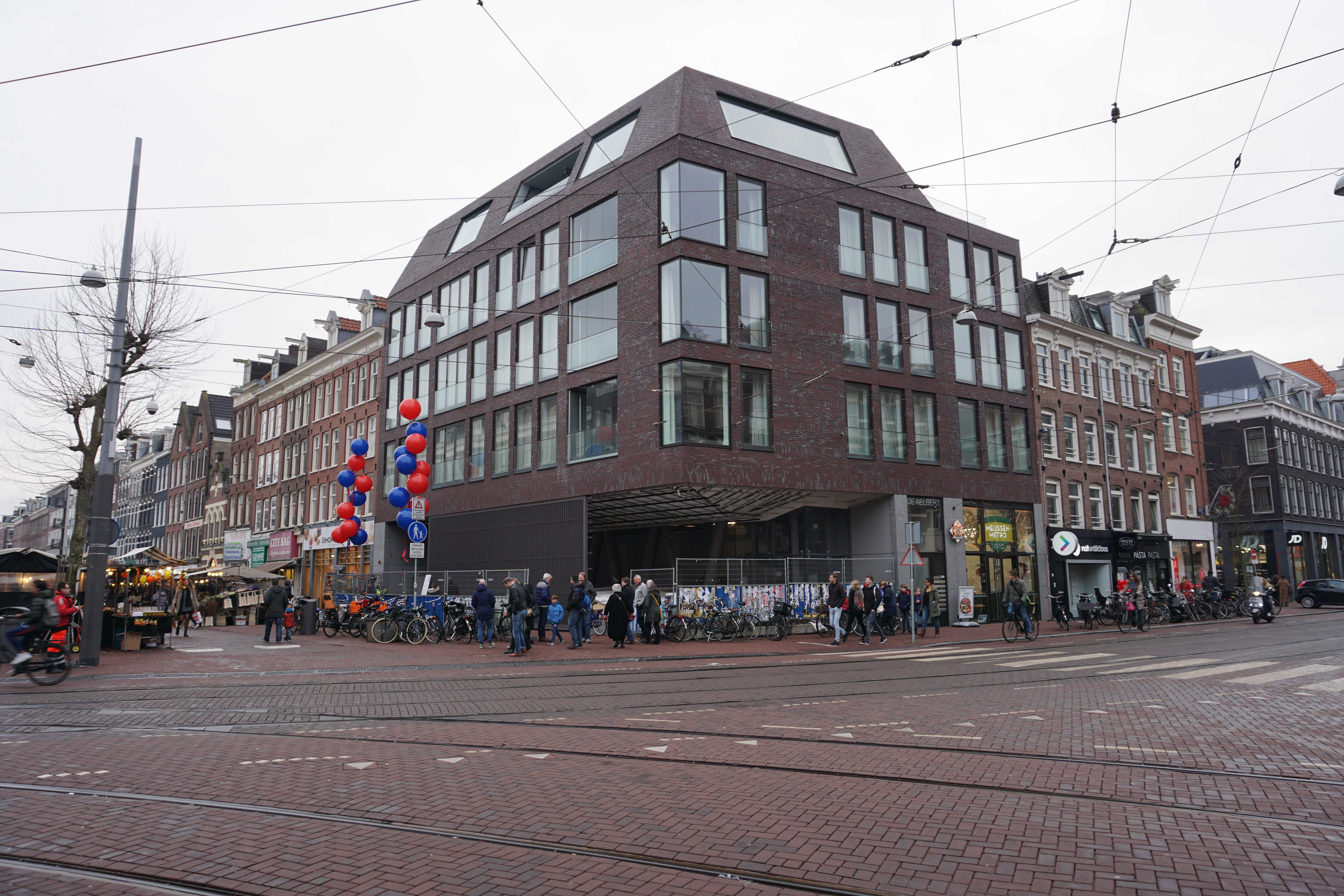
Entreegebouw Albert Cuypstraat-Ferdinand Bolstraat
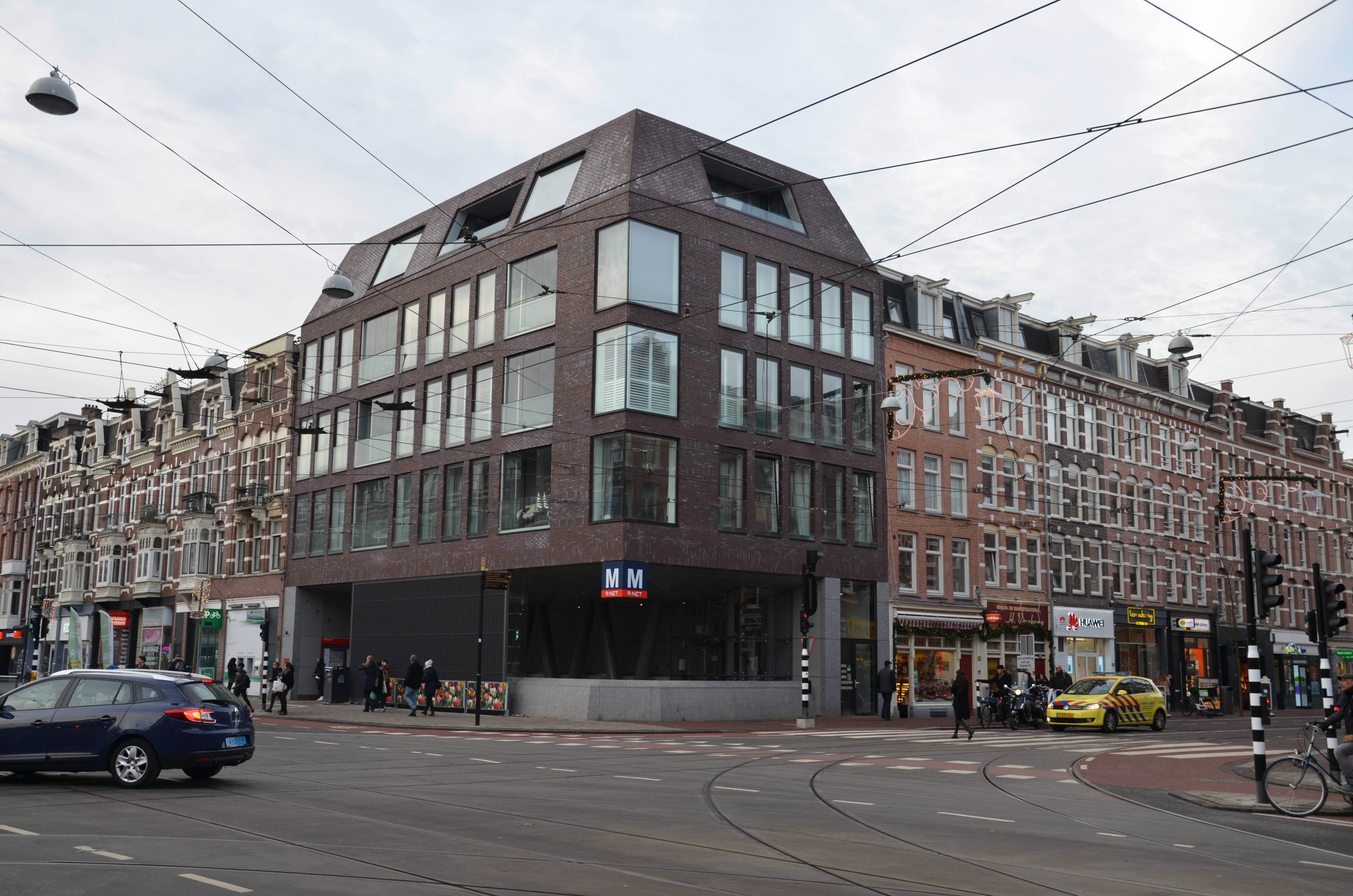
Entreegebouw Ceintuurbaan-Ferdinand Bolstraat
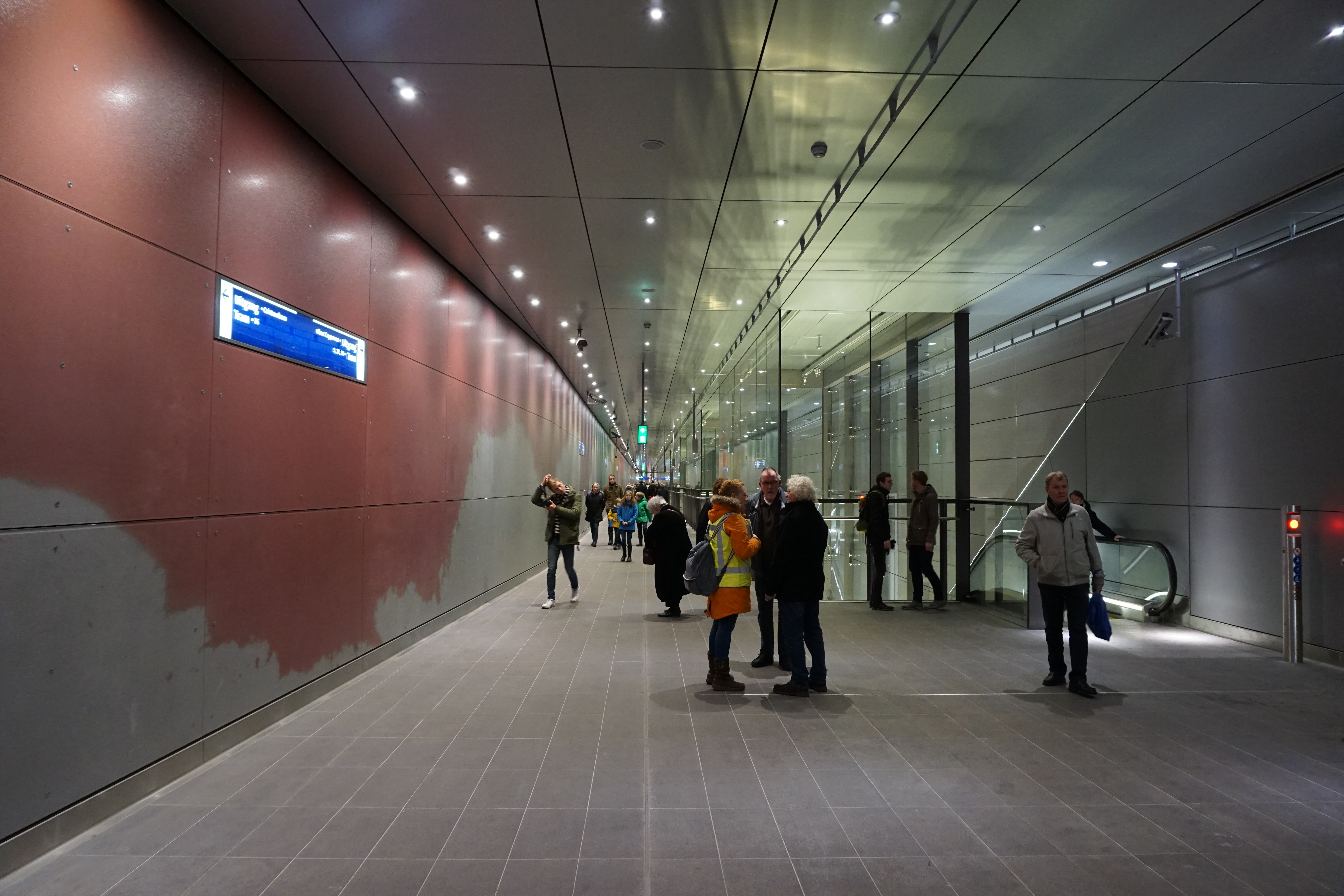
Stationshal station De Pijp
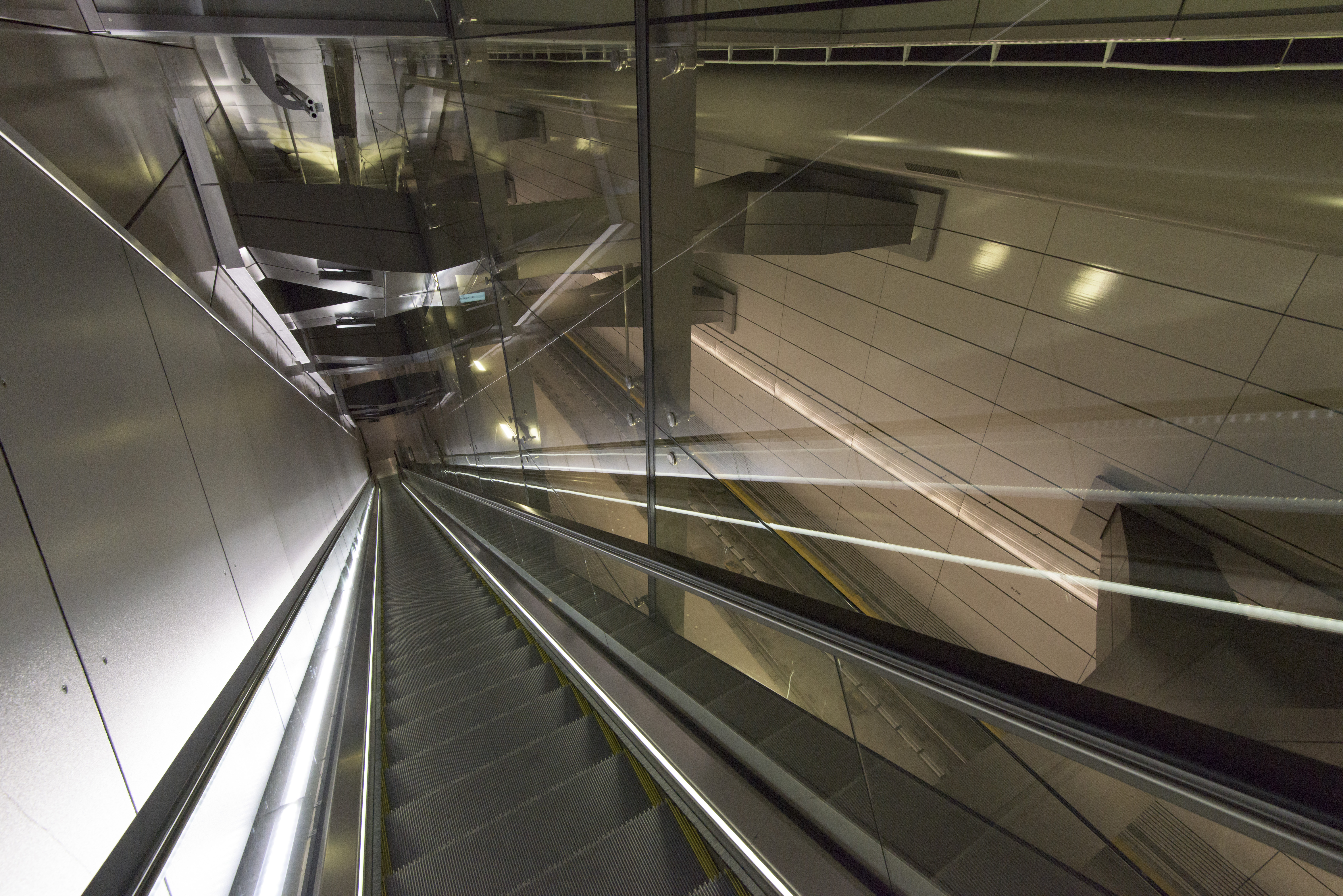
Zicht op bovenste perron (rechts) en onderste perron (links) vanaf de roltrap